# Lachlathetes furfuraceus
Lachlathetes furfuraceus är en insektsart som först beskrevs av Jules Pièrre Rambur 1842.  Lachlathetes furfuraceus ingår i släktet Lachlathetes och familjen myrlejonsländor. Inga underarter finns listade i Catalogue of Life.